# Andrzej Domański
Andrzej Jan Domański (Cracovia, 27 agosto 1981) è un economista e politico polacco, Ministro delle finanze nel terzo governo Tusk dal 13 dicembre 2023.

## Biografia
Nato a Cracovia il 27 agosto 1981, si è laureato in economia presso l'Università di economia di Cracovia, ottenendo inoltre la certificazione Chartered Financial Analyst (CFA). Impiegato nel mercato di capitali polacco, ha insegnato finanza comportamentale presso l'Università Łazarski oltre che strategie di mitigazione e adattamento alla crisi climatica presso l'Università di scienze sociali e umanistiche.
Dopo aver aderito a Piattaforma Civica (PO) si è candidato alle elezioni parlamentari del 2019 al Sejm nella circoscrizione di Cracovia (n° 13) e ha ricevuto 1329 voti, non sufficienti per ottenere un mandato. Successivamente alle elezioni parlamentari del 2023 si è ricandidato nella circoscrizione di Varsavia (n° 19), risultando eletto al Sejm con 6848 voti, ed è stato nominato Ministro delle finanze nel terzo governo di Donald Tusk.